# Stamnodes ditissima
Stamnodes ditissima là một loài bướm đêm trong họ Geometridae.